# 唐中和铜钟
唐中和铜钟被誉为「江苏第一钟」，位于中国江苏省镇江市丹阳市人民公园钟亭内狮子石镇之上，连钟钮通高2.19米，口径1.41米，厚0.11米，其上铭文称重五千五百斤，实际重量为3012.5公斤。该钟于唐朝僖宗中和三年（883）由信女王十四娘倡起捐款铸造，为列于江苏省文物保护单位的四口铜钟中铸造年代最早的一口，最初悬挂于城内南大街朝阳寺，后数度迁址，1983年1月由丹阳县文化馆迁至现址。